# Casa de la República
La denominada Casa de la República es la sede del Consejo por la República y residencia de Carles Puigdemont,y del propio Consejo. La casa se ubica en Waterloo, Bélgica en el número 34 de la Avenida de l'Avocat.
En este edificio de dos plantas, a cuatro vientos, hay en la planta baja diferentes estancias habilitadas para facilitar los encuentros del expresidente, de sus exconsejeros y del propio ejecutivo del Consejo por la República con personalidades, entidades y ciudadanos.
Asimismo, el espacio no edificado frente al edificio ha sido aprovechado por eventos de carácter mediático y fotografías colectivas. En Waterloo, la oficina de turismo constata semanalmente entre 15 y 25 peticiones de información para encontrar la casa, ya que ésta se ha convertido en un reclamo turístico.